# Quirlblütiger Salbei
Der Quirlblütige Salbei (Salvia verticillata) ist eine Pflanzenart aus der Gattung Salbei (Salvia) innerhalb der Familie der Lippenblütler (Lamiaceae). Sie stammt ursprünglich vom Mittelmeergebiet und ist in weiten Gebieten Europas ein eingebürgerter Neophyt.

## Beschreibung

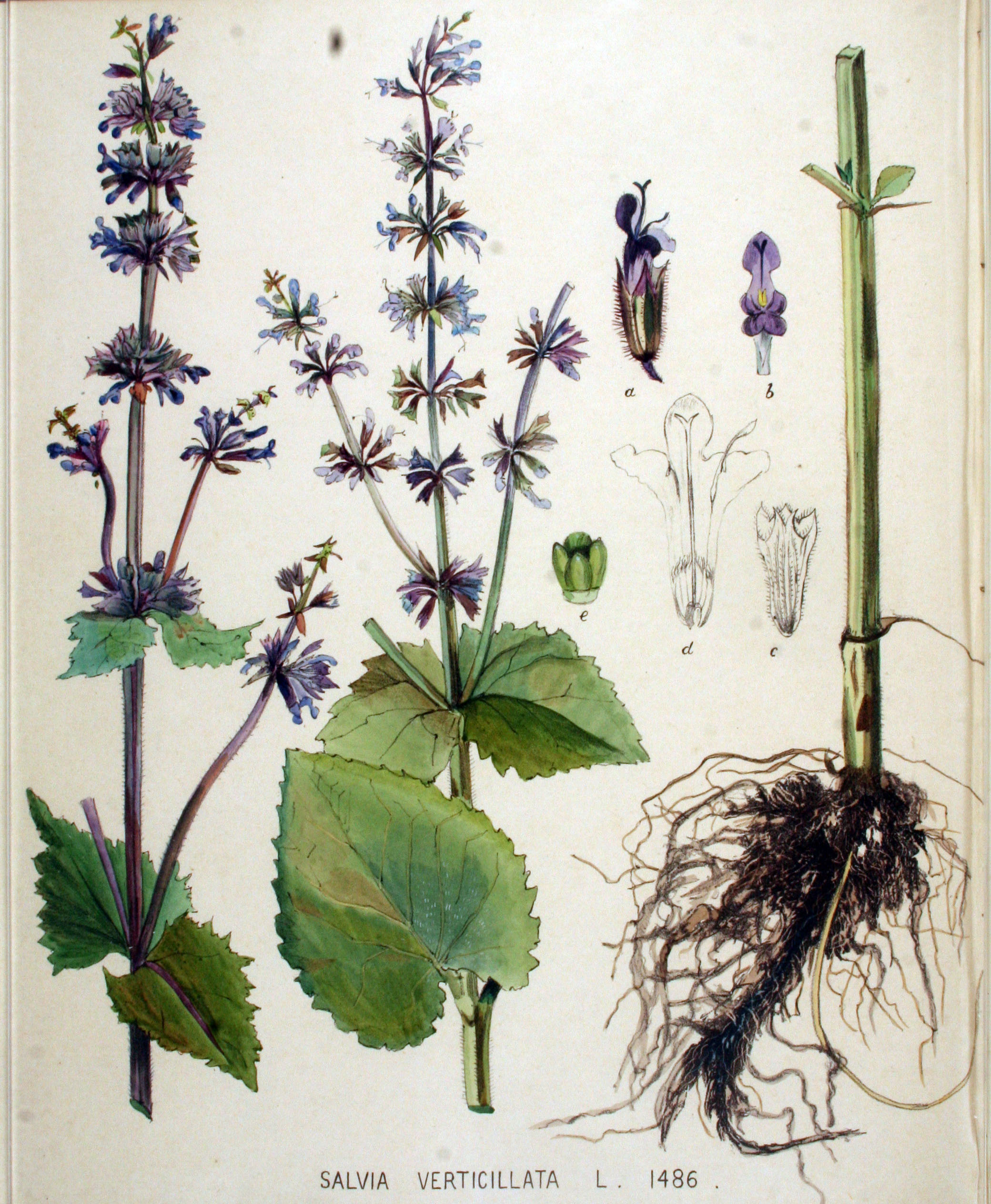
Illustration aus Flora Batava, Volume 19, 1893.

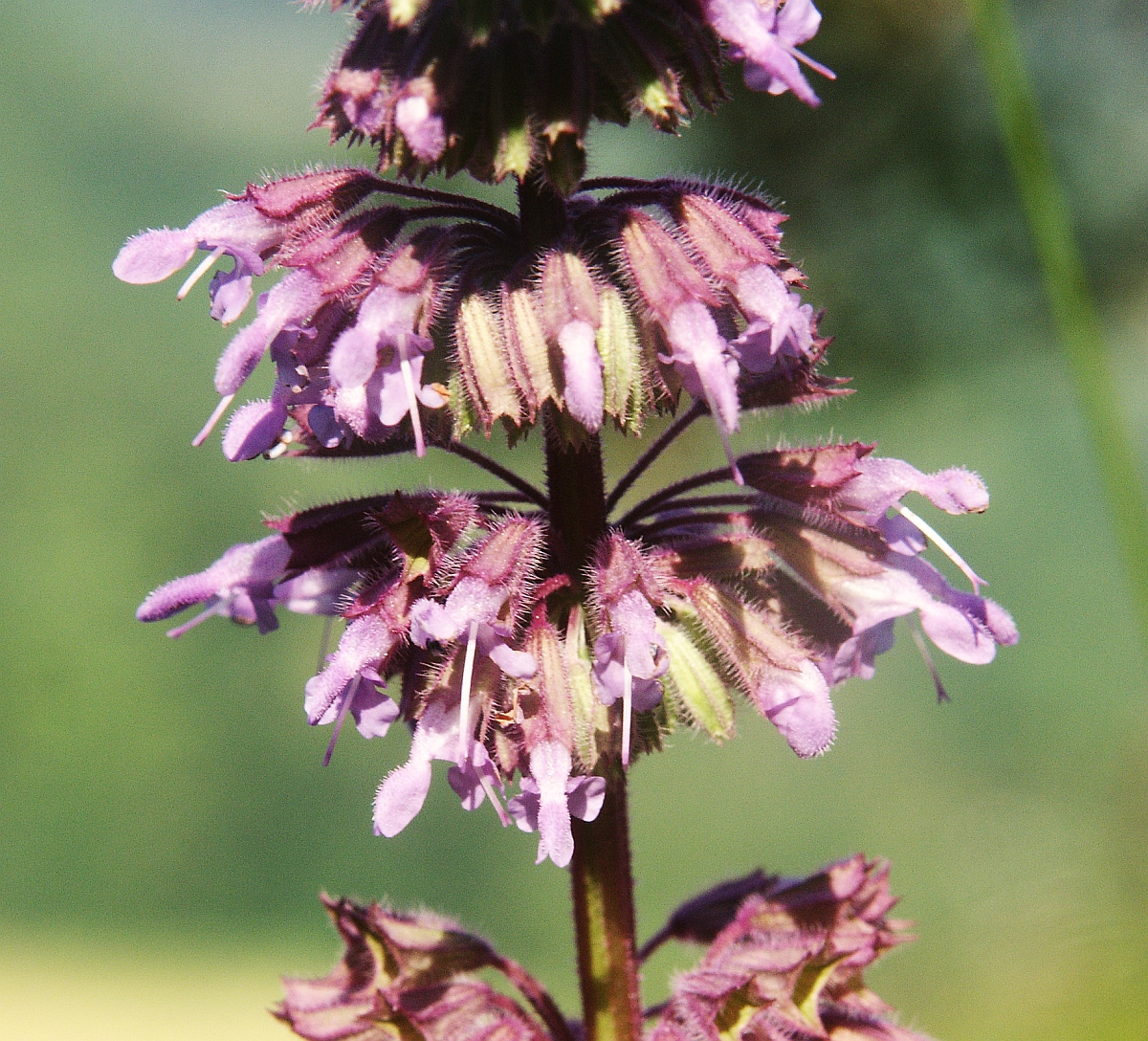
Ausschnitt eines Blütenstandes mit übereinanderstehenden Scheinquirlen und den gestielten, zygomorphen Blüten mit Kelch und Krone, die vom Griffel, der in zwei Narbenästen endet, überragt wird.

### Vegetative Merkmale

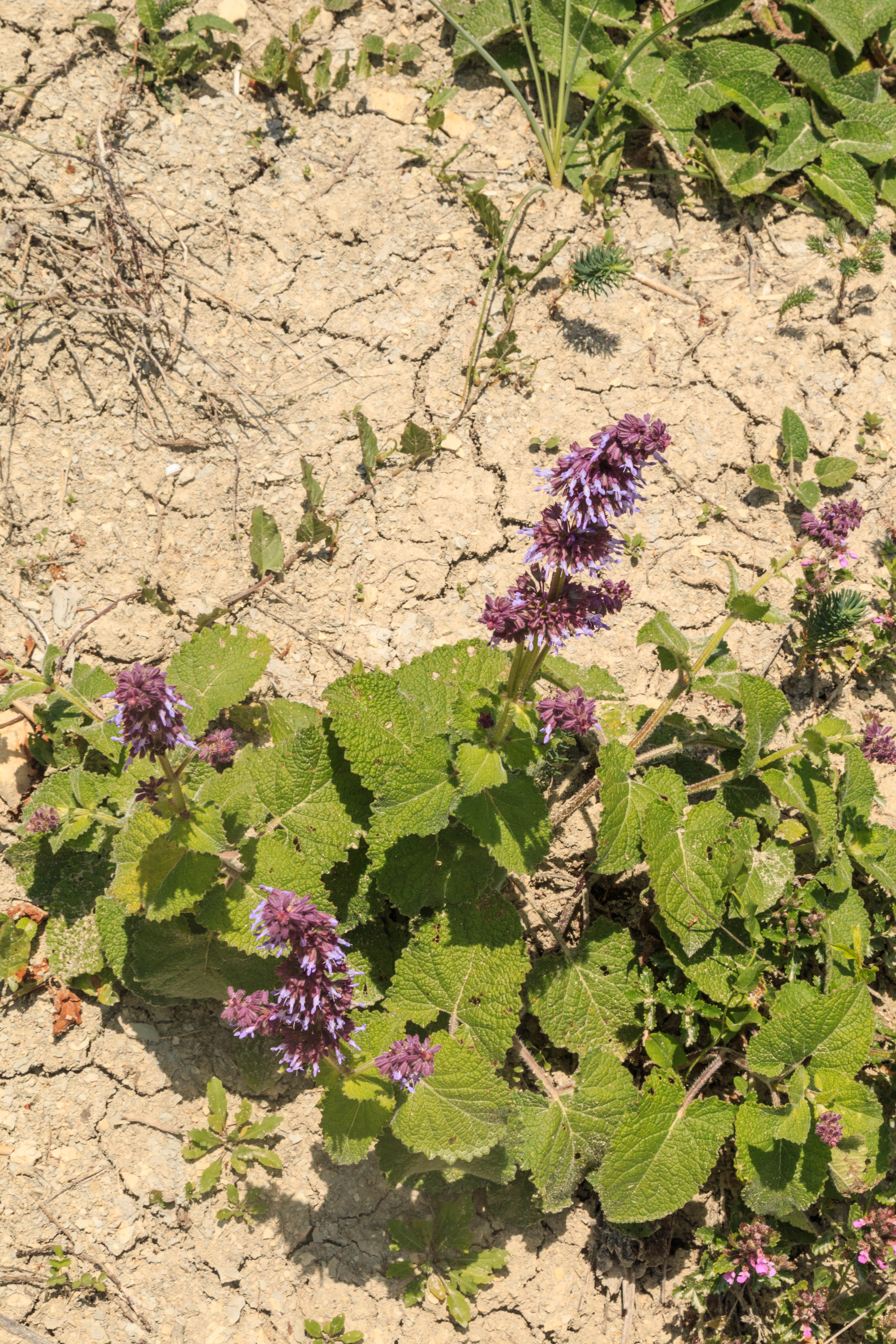
Quirlblütiger Salbei (Salvia verticillata)

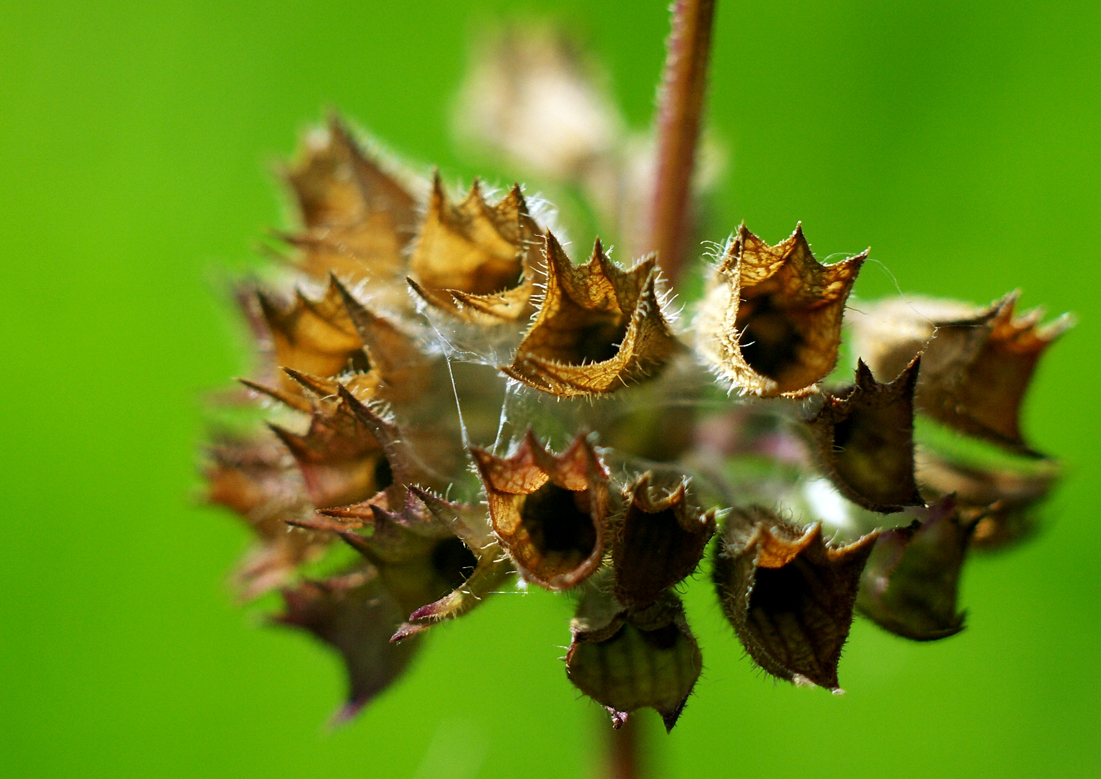
Kelche zur Fruchtzeit

Der Quirlblütige Salbei wächst als sommergrüne, ausdauernde krautige Pflanze und erreicht Wuchshöhen von 30 bis 60, selten bis 80 Zentimeter. Er bildet ein dünnes Rhizom. Die Pflanze ist fast geruchlos. Der kräftige, vierkantige Stängel ist meist von Grund an verzweigt, etwa 4 bis 8 Millimeter dick, dicht abstehend borstig behaart, trüb-grün und drüsenlos.
Von den gegenständig am Stängel angeordneten Laubblättern sind die unteren gestielt und die anderen sitzend. Die 2 bis 8 cm langen Blattstiele besitzen zwei Öhrchen. Die unteren Laubblätter sind manchmal gefiedert können grün überwintern und vertrocknen bis zur Blütezeit. Bei den oberen Laubblättern sind die Blattspreiten einfach, breit-lanzettlich bis ei- oder spießförmig, netznervig, aber wenig runzelig, am Grunde meist herzförmig, unregelmäßig grob gekerbt bis scharf gezähnt und beiderseits zerstreut behaart. Die Blattspreite ist etwa 4 bis 12 Zentimeter lang und 3 bis 10 Zentimeter breit.

### Generative Merkmale
Je 16 bis 24 Blüten stehen in vier bis zehn locker übereinander angeordneten Scheinquirlen. Die zwittrigen Blüten sind bei einer Länge von 1 bis 1,5 cm zygomorph und fünfzählig mit doppelter Blütenhülle. Die Blüten haben einen 3 bis 6 Millimeter langen Stiel und sind nach der Anthese nickend. Der Kelch ist röhrig-glockig, etwa 6 Millimeter lang, er ist locker bis fast zottig behaart. Seine Oberlippe hat einen sehr kurzen Mittelzahn, die seitlichen Zähne sind denen der Unterlippe ähnlich.
Die lebhaft violette, selten weiße Blütenkrone ist 1 bis 1,5 Zentimeter lang. Ihre Oberlippe ist verschmälert und fast gerade. Die Kronröhre ist gerade und hat am Grund einen schmalen Haarring. Die dreilappige Unterlippe hat 2 abgerundete Seitenlappen und einen großen, vorn verbreiterten und ausgerandeten Mittellappen. Die Filamente der Staubblätter sind 1,5 bis 2 Millimeter lang. Der Griffel mit zwei ungleichen Narbenästen liegt auf der Unterlippe. Die Klausen sind 1,5 bis 1,75 Millimeter lang, braun und verschleimen bei Feuchtigkeit.
Die Chromosomengrundzahl beträgt n = 8 (nach Tischler 1950).

## Ökologie
Der Quirlblütige Salbei ist ein Hemikryptophyt. Die Bestäubung erfolgt durch Insekten. Bienen und Hummeln sind die Blütenbesucher.

## Vorkommen
Der Quirlblütige Salbei ist eine ursprünglich ostmediterran verbreitete Art. In Europa kommt er west- und nordwärts und mittlerweile bis Frankreich, England und Skandinavien vor; dort ist er fast überall als eingebürgerter Neophyt. In Westasien kommt er bis zum Iran vor.
Der Quirlblütige Salbei braucht trockenen, kalkhaltigen, locker-sandigen Lehmböden. Er besiedelt Halbtrockenrasen, Dämme und Böschungen. Im Tiefland ist er selten und fehlt gebietsweise; in den Mittelgebirgen und Alpen mit kalkhaltigem Gestein und im Alpenvorland tritt er zerstreut auf. Er steigt vereinzelt bis in Höhenlagen von etwa 1700 Meter. In den Allgäuer Alpen steigt er im Tiroler Teil am Südhang des Heubergs bei Häselgehr bis zu 1600 m Meereshöhe auf. Im Engadin steigt er bis 1800 Meter Meereshöhe auf, im Kaukasus bis 2380 Meter.
Er kommt in Mitteleuropa besonders in Gesellschaften der Ordnung Onopordetalia vor, aber auch in denen des Mesobromion-Verbands oder in wärmeliebenden Arrhenathereten. In Osteuropa ist er ein Charakterart des Verbands Cirsio-Brachypodion.
Die ökologischen Zeigerwerte nach Landolt et al. 2010 sind in der Schweiz: Feuchtezahl F = 2 (mäßig trocken), Lichtzahl L = 4 (hell), Reaktionszahl R = 4 (neutral bis basisch), Temperaturzahl T = 4 (kollin), Nährstoffzahl N = 4 (nährstoffreich), Kontinentalitätszahl K = 4 (subkontinental).

## Systematik
Man kann folgende Unterarten unterscheiden:
- Salvia verticillata subsp. amasiaca (Freyn & Bornm.) Bornm.: Sie kommt von der Türkei bis zum nordwestlichen Iran vor.[3]

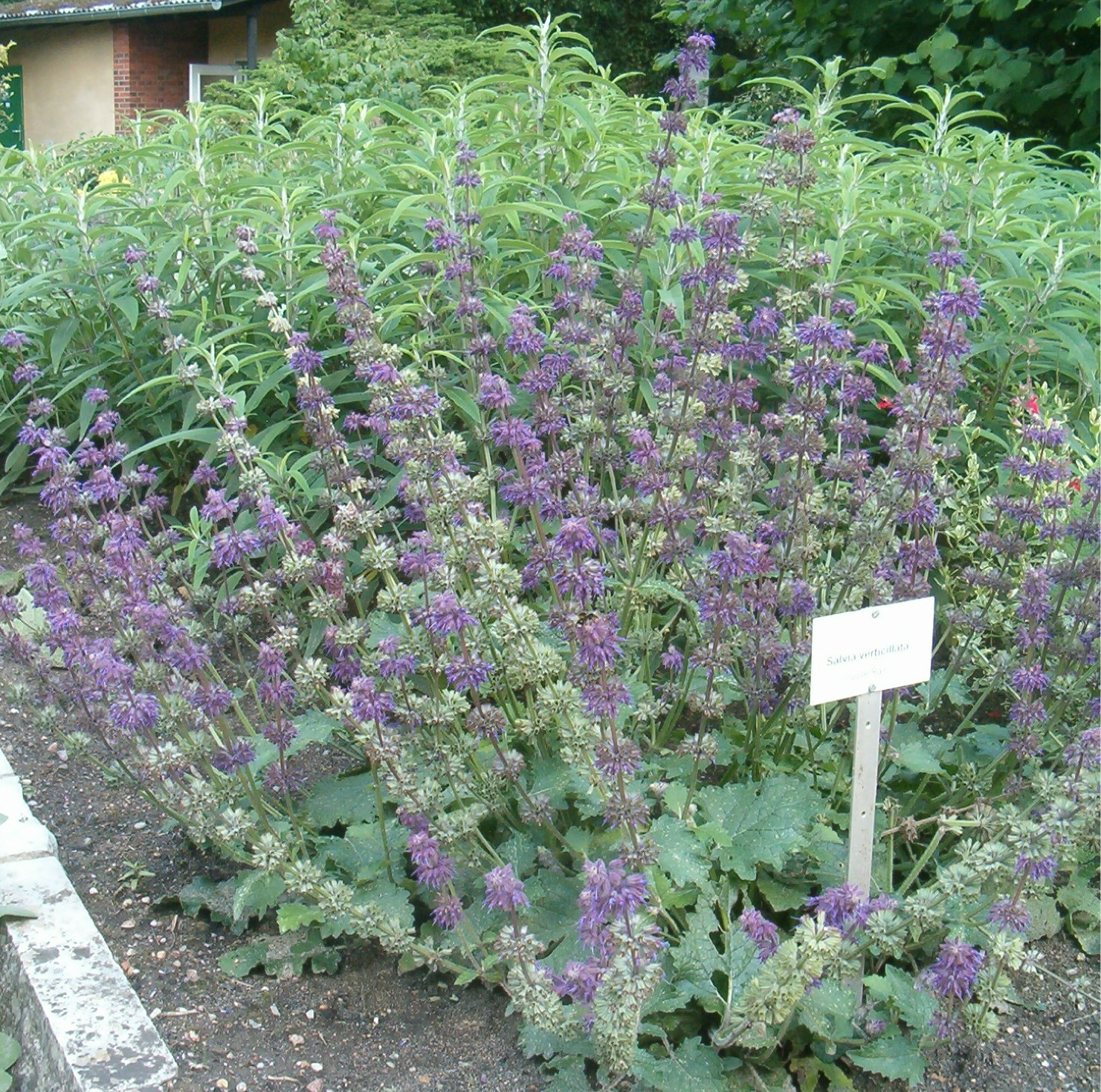
Die Sorte 'Purple Rain'

- Salvia verticillata subsp. verticillata: Das Verbreitungsgebiet reicht von Mitteleuropa bis zum Iran.[3]

## Nutzung
Der Quirlblütige Salbei wird auch als Zierpflanze genutzt. Es gibt die Sorten 'Alba' und 'Purple Rain'.